# 浦和橋

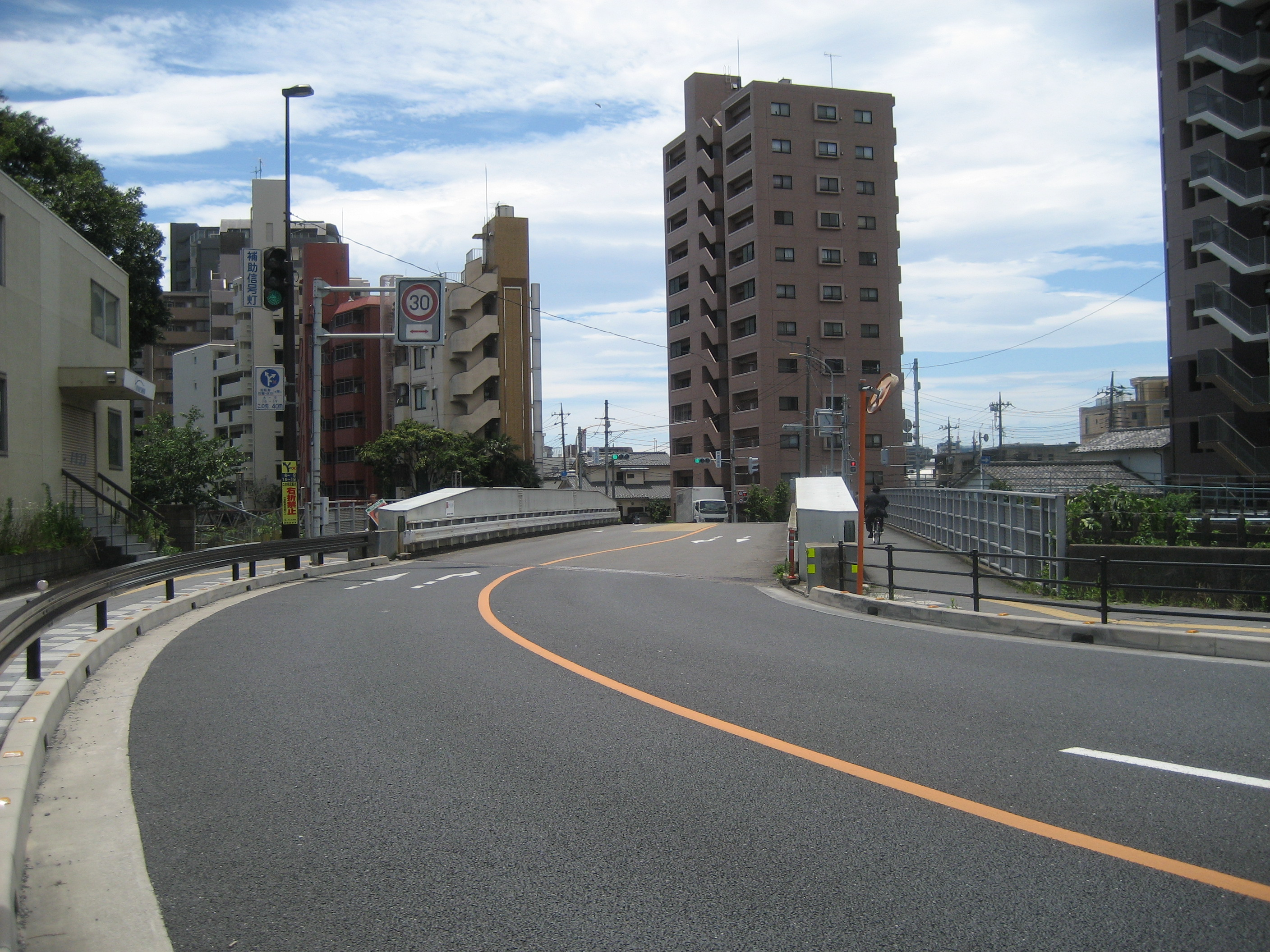
浦和橋（北浦和駅方面側から撮影）

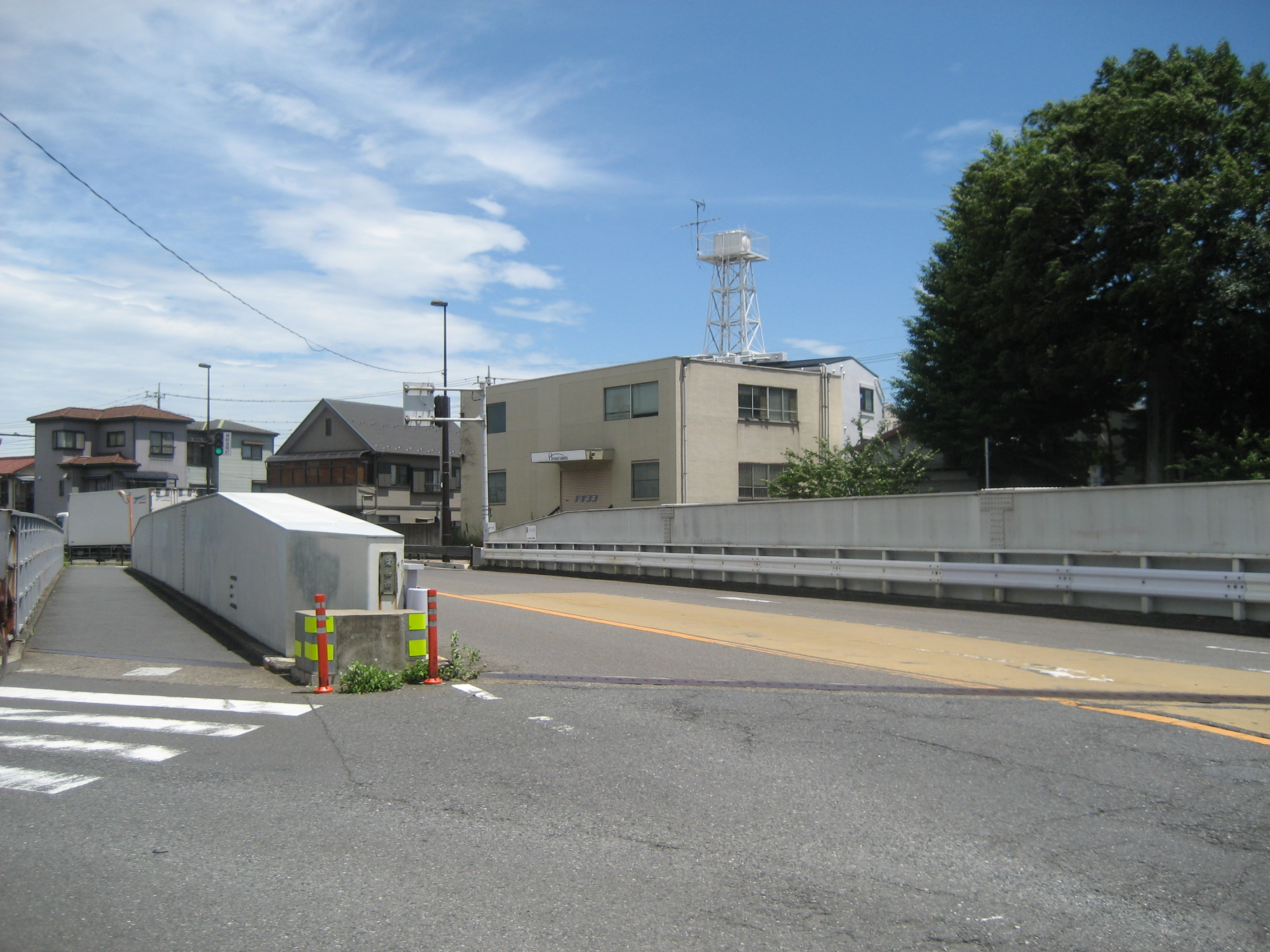
浦和橋（浦和駅方面側から撮影）

浦和橋（うらわばし）は埼玉県さいたま市浦和区常盤で東日本旅客鉄道（JR東日本）東北本線に架かる、埼玉県道65号さいたま幸手線（旧中山道）の跨線橋（陸橋）である。

## 概要
1931年（昭和6年）7月20日開通。橋長24 m、幅8 m。それ以前は現在の場所よりやや北側を踏切で平面交差していた。現在の橋は1967年（昭和42年）3月竣工の2代目である。当陸橋は堀割で通る3つの複線をオーバーパスしており、起点（浦和駅西口交差点）側の複線が貨物線（東北貨物線、旅客案内上は湘南新宿ライン）、中央の複線が列車線（旅客案内上は宇都宮線（東北本線）・高崎線・上野東京ライン）、終点（幸手市、内国府間交差点）側の複線が電車線（旅客案内上は京浜東北線）である。当跨線橋は貨物線では浦和駅・大宮駅間、列車線では浦和駅・さいたま新都心駅間、電車線では浦和駅・北浦和駅間にある。堀割に架設された橋なので橋とその前後は高低差は小なく、ほぼ平坦である。
1993年、近隣（東京側）に同じく東北本線をオーバーパスする新浦和橋が完成したが有料であったため、迂回する車両で混雑した。2001年に新浦和橋を埼玉県からさいたま市へ移管する話が持ち上がり、2003年にさいたま市へ委譲され、無料開放された。

## 交差点
橋の東詰には、さいたま県道65号さいたま幸手線（旧中山道）とグランド通り（由来は浦和総合運動場）が交差する「浦和橋交差点」がある。

## 隣の橋
- （起点）南浦和陸橋 - 新浦和橋 - 浦和橋 - 大原陸橋 - 新都心大橋（終点）